# Zábřezí-Řečice
Zábřezí-Řečice é uma comuna checa localizada na região de Hradec Králové, distrito de Trutnov‎.